# Eburella pinima
Eburella pinima é uma espécie de coleóptero da tribo Eburiini (Cerambycinae), com distribuição na Bolívia e Peru.

## Sistemática
- Ordem Coleoptera
  - Subordem Polyphaga
    - Infraordem Cucujiformia
      - Superfamília Chrysomeloidea
        - Família Cerambycidae
          - Subfamília Cerambycinae
            - Tribo Eburiini
              - Gênero Eburella
                - E. pinima (Martins, 1997)